# Zawrót głowy
Zawrót głowy (tytuł oryg. Vertigo) – amerykański dreszczowiec psychologiczny z elementami melodramatu z 1958 w reżyserii Alfreda Hitchcocka i według scenariusza Aleca Coppela i Samuela A. Taylora, będący ekranizacją powieści The Living and the Dead duetu pisarskiego Boileau-Narcejac z 1954. Akcja filmu rozgrywa się w San Francisco i przedstawia losy policyjnego detektywa Johna „Scottiego” Fergusona (James Stewart), który z powodu lęku wysokości i zawrotów głowy decyduje się na opuszczenie zajmowanego stanowiska. Wkrótce dostaje od swojego przyjaciela Gavina Elstera (Tom Helmore) zlecenie śledzenia jego żony Madeleine (Kim Novak). Z czasem mężczyzna ulega coraz większej fascynacji kobietą i stopniowo popada w obsesję na jej punkcie.
Film został wydany w Stanach Zjednoczonych pod tytułem Vertigo, co było autorskim pomysłem Hitchcocka. Studio Paramount niechętnie na to przystało, mając obawy, że większa część odbiorców nie będzie wiedziała, co on oznacza. W momencie premiery film został przyjęty bez większego entuzjazmu, zarówno przez widzów, mając słabe wyniki w kinach, jak i krytyków, którzy zarzucali mu m.in. zbyt skomplikowaną fabułę i zbyt długi czas trwania. Zawrót głowy nominowany był w dwóch kategoriach do nagrody Akademii Filmowej: za najlepszy dźwięk i najlepszą scenografię. Rozczarowany odbiorem Hitchcock, odzyskawszy prawa do filmu od Paramountu, nie pokazywał go więcej za życia. Zawrót głowy ponownie trafił do dystrybucji w październiku 1983, wtedy też zyskał miano klasyka gatunku i zebrał przychylne oceny. Współcześnie uznawany jest przez biografów i historyków za arcydzieło i jeden z najwybitniejszych filmów w dorobku reżysera. W 1989 został objęty konserwacją przez National Film Registry.

## Fabuła
Film rozpoczyna się od sceny pogoni na dachu budynku w San Francisco. Dwóch tamtejszych policjantów ściga przestępcę. Gdy jeden z nich, John „Scottie” Ferguson (James Stewart), w wyniku nieszczęśliwej próby przeskoczenia z dachu na dach zawisa nad przepaścią, drugi postanawia mu pomóc. Cierpiący na lęk wysokości „Scottie” nie jest w stanie podać mu ręki, przez co widzi, jak jego kolega ześlizguje się z dachu i ginie. W wyniku wspomnianego lęku wysokości, który powoduje także zawroty głowy, decyduje się na odejście ze służby. Kilka dni po zdarzeniu „Scottie” rozmawia z zakochaną w nim bliską przyjaciółką, Marjorie „Midge” Wood (Barbara Bel Geddes), z którą był na krótko zaręczony podczas studiów. Kobieta informuje go, że znajomy lekarz powiedział jej, że lęk wysokości może minąć – ale nie musi – przy okazji jakiegoś silnego wstrząsu emocjonalnego. Mężczyzna postanawia stopniowo przyzwyczajać się do coraz wyższych wysokości. Stojąc na krześle, spogląda za okno, gdzie w oddali widzi ulicę. Ten widok powoduje w nim kolejny atak lęku. Następnie odwiedza w stoczni przyjaciela ze studiów Gavina Elstera (Tom Helmore), który przejął interes należący do rodziny jego żony Madeleine (Kim Novak). Elster prosi „Scottiego”, aby ten śledził Madeleine, która dziwnie się zachowuje. Mężczyzna podejrzewa, że jego żona została opętana przez ducha zmarłej osoby. Początkowo „Scottie” bagatelizuje sprawę i odmawia, lecz ostatecznie zgadza się pomóc.
Tego samego wieczora mężczyzna udaje się do restauracji, gdzie po raz pierwszy widzi Madeleine siedzącą wraz z mężem przy stoliku. Jest pod wrażeniem jej piękna. Następnego ranka obserwuje, jak ona kupuje mały bukiecik kwiatków i odwiedza grób Carlotty Valdes na starym cmentarzu misji Dolores, po czym udaje się do galerii, gdzie siedzi i ogląda w skupieniu jej portret. Mężczyzna dostrzega, że bukiecik, który kupiła Madeleine, jest identyczny z tym, jaki kobieta na obrazie trzyma w dłoniach. Zwraca także uwagę na fakt, że obie kobiety są uczesane w identyczny sposób. Kontynuując śledzenie „Scottie” trafia do starego hotelu McKittrick, gdzie w oknie na piętrze widzi kobietę. Po okazaniu legitymacji dowiaduje się od kierowniczki (Ellen Corby), że Madeleine od dwóch tygodni regularnie za dnia melduje się w hotelu pod nazwiskiem Carlotty Valdes. Będąc przekonanym, że kobieta jest w pokoju, udaje się, mimo początkowego sprzeciwu kierowniczki, na piętro. Okazuje się, że kobiety tego dnia nie było w hotelu. Zdezorientowany wraca pod dom Madeleine, gdzie widzi jej zaparkowanego zielonego jaguara, którego przed chwilą zaobserwował pod hotelem. Za jego szybą dostrzega mały bukiecik kwiatów. Chcąc dowiedzieć się czegoś o historii miasta prosi „Midge”, aby kogoś mu poleciła. Obydwoje udają się do właściciela księgarni Popa Leibela (Konstantin Shayne). Z jego relacji wynika, że Valdes pochodziła z południowej części miasta, prawdopodobnie z jakiejś misji. Miała męża i dziecko, lecz wkrótce została porzucona przez mężczyznę, co doprowadziło do jej obłąkania. Wiodła samotne i nieszczęśliwe życie, zakończone samobójstwem. Okazuje się, że hotel McKittrick w przeszłości był jej domem. Wieczorem, zaintrygowany historią „Scottie” odwozi „Midge” do domu. Kobieta z dystansem traktuje całą sprawę.

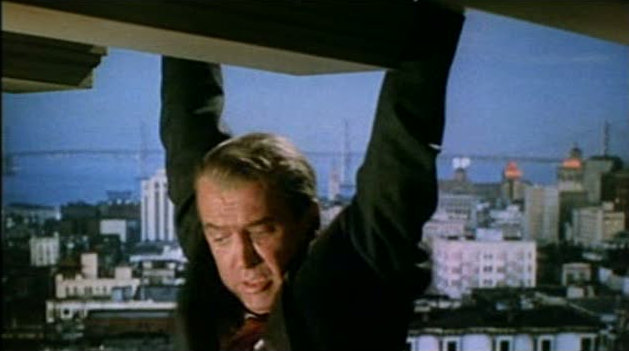
James Stewart w jednej z pierwszych scen filmu

Nazajutrz „Scottie” rozmawia z Elsterem. Pokazuje mu katalog z portretem Valdes. Mężczyzna przyznaje detektywowi, że Madeleine posiada kilka klejnotów, które w przeszłości należały do Valdes, prababki kobiety. Dziecko, którego utrata doprowadziła do obłędu i śmierci Valdes, było babką Madeleine. „Scottie” podejrzewa, że kobieta ma obsesje. Decyduje się ponownie odwiedzić galerię, gdzie widzi siedzącą Madeleine. Wkrótce udaje się ona samochodem nad zatokę San Francisco przy moście Golden Gate, gdzie rozsypuje nad wodą kwiatki z bukieciku, który trzyma w dłoni. Następnie usiłuje popełnić samobójstwo, skacząc do zatoki. Obserwujący ją „Scottie” rzuca się na ratunek. Zabiera Madeleine do swojego domu. Na miejscu budzi ją dźwięk dzwoniącego telefonu. W pierwszej chwili jest zdezorientowana i zaskoczona widokiem mężczyzny. Siadając przy kominku dziękuje „Scottiemu” za uratowanie życia. Obydwoje rozmawiają. Kobieta nie pamięta co się stało, choć przypomina sobie, że była nad zatoką. Kiedy mężczyzna pyta ją, czy kiedykolwiek była w galerii sztuki, w której wisi portret Carlotty, odpowiada, że nie, potwierdzając tym samym słowa Elstera, że Madeleine nigdy nie pamięta swoich wędrówek do miejsc związanych z Carlottą. Wkrótce dzwoni jej mąż. Informuje „Scottiego”, że Madeleine ma 26 lat, tyle samo co Valdes, gdy popełniła samobójstwo. W tym czasie kobieta opuszcza mieszkanie. Przed domem „Scottiego” widzi ją „Midge”.

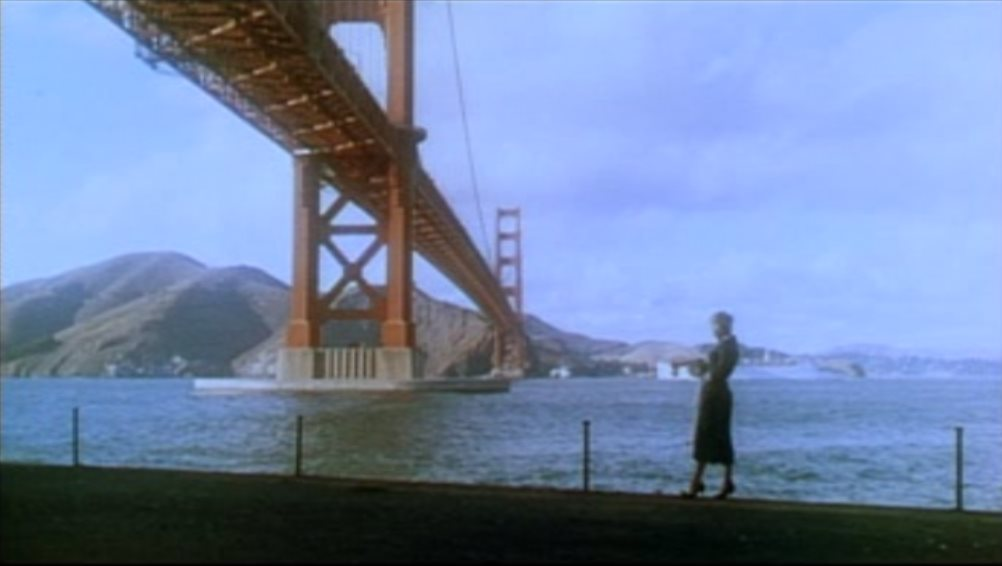
Kim Novak jako Madeleine Elster na tle mostu Golden Gate

Następnego dnia „Scottie” spotyka Madeleine (którą śledził, jeżdżąc za nią samochodem) przed swoim domem. Kobieta przynosi mu list, chcąc jeszcze raz wyrazić swoje podziękowanie. Mężczyźnie udaje się ją nakłonić do wspólnego spaceru w lesie, gdzie rozmawiają o efemerycznej naturze czasu i pamięci. Gdy mężczyzna naciska na nią, dlaczego wskoczyła do zatoki i co się z nią dzieje, Madeleine opowiada, że czuje się jakby szła długim korytarzem, pokrytym lustrzanymi fragmentami, które odzwierciedlają życie kogoś znajomego. Gdy „Scottie” nadal kwestionuje jej słowa, Madeleine ujawnia, że ma poczucie, jakby ogarniał ją obłęd, który powoduje myśli samobójcze. Mężczyzna obejmuje ją czule i zapewnia, że nigdy nie pozwoli jej odejść, a ich relacja nabiera znamion intymności. Późną nocą Madeleine budzi „Scottiego”, przychodząc do jego domu. Opowiada mu w szczegółach o powracającym koszmarze sennym, w którym widziała stary hiszpański kościół. Mężczyzna rozpoznaje jej opis jako pobliską misję San Juan Bautista, która od stu lat nic się nie zmieniła. Kobieta stanowczo zaprzecza jakoby była tam kiedykolwiek wcześniej. Chcąc pozbyć się jej lęków, następnego dnia wybierają się wspólnie na miejsce. „Scottie” uspokaja ją, że wszystko co widziała jest prawdziwe i że nie ma się czego obawiać. Madeleine opowiada wspomnienia z dzieciństwa z perspektywy Carlotty Valdes. Gdy dochodzi do kolejnego pocałunku pary i wyznania sobie uczuć, kobieta uważa, że jest już za późno i musi coś zrobić. Ucieka do kościoła, a następnie na szczyt dzwonnicy. Mężczyzna początkowo biegnie za nią, lecz jego lęk wysokości i zawroty głowy uniemożliwiają mu wejście na górę. Stojąc sparaliżowany na schodach, słyszy krzyk, a przez okno dostrzega, jak Madeleine spada z wieży. Śmierć kobiety zostaje uznana za samobójstwo. Elster pociesza „Scottiego” i obwinia siebie, że niepotrzebnie angażował go w sprawę. Informuje go, że wyjeżdża do Europy.

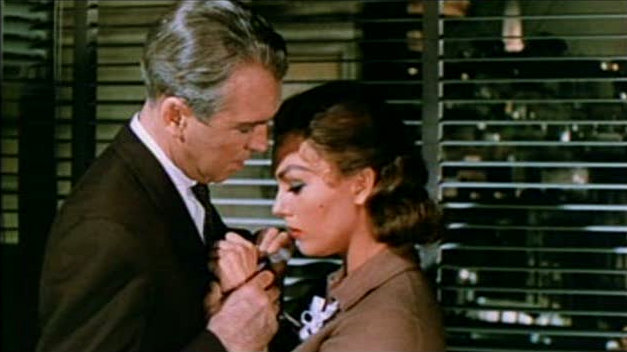
Stewart i Novak w scenie z filmu

Po śmierci Madeleine „Scottie” przeżywa koszmar senny, w którym widzi postać Carlotty Valdes i otwarty grób, do którego wpada. Opłakując śmierć ukochanej, mężczyzna doznaje depresji i załamania nerwowego. Przez rok dochodzi do siebie w klinice, gdzie słucha m.in. nagrań Mozarta. Opiekuje się nim „Midge”. Gdy jego stan ulega poprawie, wybiera się w podróż po miejscach, które odwiedzała Madeleine (restauracja, galeria sztuki, kwiaciarnia). Pewnego dnia spotyka na ulicy kobietę, która, pomimo wielu różnic w wyglądzie, przypomina mu Madeleine. Podąża za nią aż do hotelu Empire i próbuje skłonić do rozmowy. Kobieta wyjawia mu, że nazywa się Judy Barton i jest prostą dziewczyną pochodzącą z miasta Salina w stanie Kansas. Jako dowód okazuje mu prawo jazdy wystawione w Kalifornii trzy lata wcześniej. Mimo początkowej niechęci zgadza się towarzyszyć „Scottiemu” przy kolacji. Kiedy mężczyzna opuszcza pokój, okazuje się, że Judy to de facto kobieta, którą „Scottie” znał jako Madeleine, ale nie była ona żoną Elstera. Zaczyna się pakować, a następnie pisze list do mężczyzny, w którym wyjawia, że padł on ofiarą misternego planu. Elster przekupił ją, aby udawała jego żonę i opętanie oraz upozorował samobójstwo. To on był osobą na wieży, która zrzuciła z niej ciało wcześniej zamordowanej żony. Elster wykorzystał „Scottiego” jako świadka, ponieważ wiedział, że jego lęk wysokości uniemożliwi mu pogoń i odkrycie prawdy. Judy jednak naprawdę pokochała „Scottiego” i postanawia ukryć brutalną prawdę. Drze napisany list i wyrzuca go do kosza. Wieczorem Judy i „Scottie” jedzą kolację. Mężczyzna ponownie widzi obraz Madeleine w innej kobiecie, ubranej podobnie jak jego ukochana. Następnie odwozi Judy do hotelu, prosząc ją o możliwość spędzania większej ilości czasu razem.
„Scottie” darzy sympatią Judy, ale ich związek nie jest możliwy z powodu jego wspomnień na temat Madeleine. Coraz bardziej naciska na kobietę, by ubierała się i malowała jak Madeleine. Przywiązuje wagę do każdego detalu stroju, nawet koloru obuwia. Powoduje to coraz większe zaniepokojenie u Judy. W końcu prosi ją, aby przefarbowała swoje włosy na blond, tak jak Madeleine. Kobieta chcąc zaznać miłości, zgadza się. Niecierpliwie oczekuje jej powrotu od fryzjera w pokoju hotelowym. Podejrzenia „Scottiego” wzrastają, gdy odkrywa, że Judy ma naszyjnik identyczny z tym, jaki widział na portrecie Carlotty Valdes. Pod pretekstem kolacji za miastem, mężczyzna zabiera ją na teren misji w San Juan Bautista, chcąc odtworzyć bieg wydarzeń z dnia, w którym Madeleine popełniła samobójstwo. „Scottie” zmusza kobietę do wejścia na wieżę dzwonnicy i wyjawienia prawdy. Jednocześnie przyznaje, że wie, iż Judy i Madeleine to jedna i ta sama osoba. Kobieta usiłuje mu się wyrwać i uciec, lecz bezskutecznie. Wchodząc po schodach na górę, „Scottie” uświadamia sobie, że udało mu się pokonać swój lęk wysokości. Będąc na wieży, Judy wyjawia mężczyźnie cały spisek, ale zaznacza, że zakochała się w nim. Para obejmuje się. Kobieta na widok zbliżającego się cienia zakonnicy, robi krok w tył i wypada z wieży. Ginie na miejscu.

## Obsada

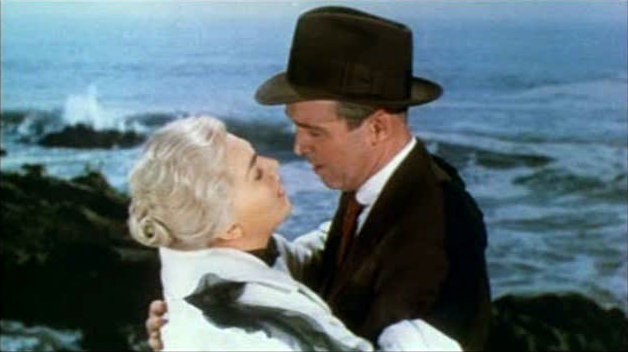
Odtwórcy głównych ról: Kim Novak i James Stewart

Opracowano na podstawie materiału źródłowego:

- James Stewart – John „Scottie” Ferguson
- Kim Novak – Madeleine Elster / Judy Barton
- Barbara Bel Geddes – Marjorie „Midge” Wood
- Tom Helmore – Gavin Elster
- Henry Jones – koroner
- Raymond Bailey – doktor „Scottiego”
- Ellen Corby – kierowniczka hotelu McKittrick
- Konstantin Shayne – właściciel księgarni Pop Leibel
- Lee Patrick – właścicielka samochodu wzięta za Madeleine
- Fred Graham – partner policyjny „Scottiego” (niewym. w czołówce)
- Paul Bryar – kapitan Hansen (niewym. w czołówce)
- Nina Shipman – kobieta w muzeum pomylona z Madeleine (niewym. w czołówce)
- Margaret Brayton – zakonnica (niewym. w czołówce)
- Alfred Hitchcock – mężczyzna przechodzący obok stoczni Elstera (cameo)[b][8]

## Produkcja

### Przygotowania

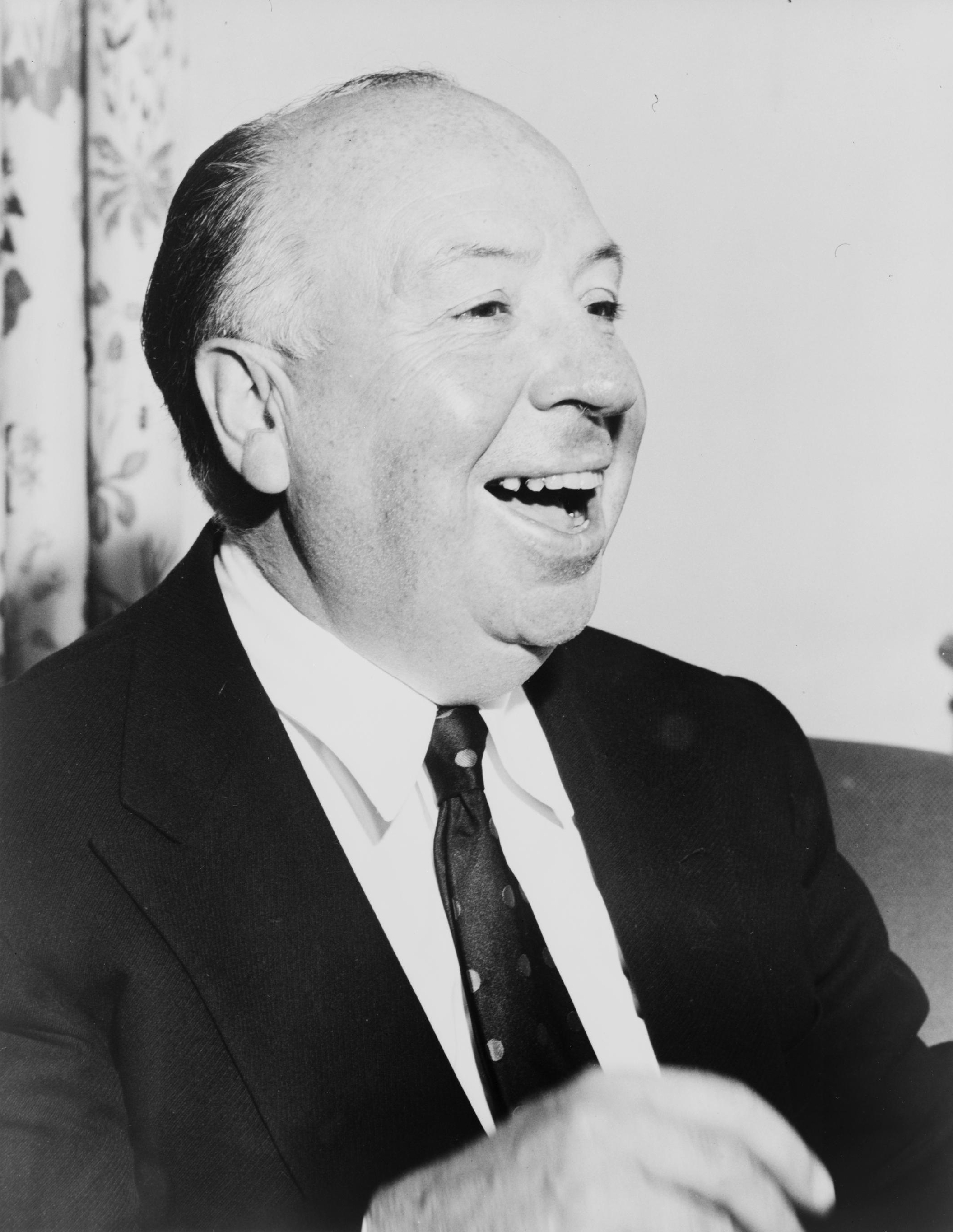
W trakcie pracy nad scenariuszem, Hitchcock borykał się z problemami zdrowotnymi

Ukończywszy zdjęcia nad Niewłaściwym człowiekiem, na początku lata 1956 Alfred Hitchcock udał się wraz z Almą Reville, kierownikiem produkcji Herbertem Colemanem i kilkoma innymi członkami ekipy filmowej do Suazi, Rodezji i Afryki Południowej, szukając natchnienia do nowego projektu. Początkowo reżyser zamierzał zrealizować film na podstawie powieści Flamingo Feather Laurensa van der Posta z 1955, chcąc zatrudnić „naprawdę dobrych, wyrafinowanych aktorów”. Jak się okazało, gorące, parne powietrze i afrykański klimat nie były sprzyjającym miejscem dla Hitchcocka. Ponadto uznano, że problem ze statystami będzie jeszcze większy niż w przypadku realizacji Człowieka, który wiedział za dużo (1956) w Marrakeszu, co tylko znacznie podwyższyłoby koszty produkcji. Całe przedsięwzięcie uznano za zbyt ryzykowne i ostatecznie z niego zrezygnowano. Następnie reżyser przymierzał się do ekranizacji świeżo opublikowanej powieści angielskiego pisarza Hammonda Innesa Tajemnica „Mary Deare”, do której prawa nabyło Metro-Goldwyn-Mayer. Wytwórnia zaczęła namawiać Hitchcocka do podpisania kontraktu na jeden film. Fabuła powieści zafascynowała reżysera, który do napisania scenariusza wynajął Ernesta Lehmana. Na etapie wczesnych prac obydwaj zrezygnowali, uważając historię za retrospekcyjną opowieść sądową.
| „Zaintrygowały mnie próby bohatera odtworzenia wizerunku zmarłej kobiety przez kogoś, kto żyje.”— Alfred Hitchcock |

Po kilku rozczarowaniach Hitchcock trafił na tekst The Living and the Dead (oryg. D’entre les morts) duetu pisarskiego Boileau-Narcejac z 1954, który, wedle różnych źródeł, został napisany specjalnie z myślą o nim. Autorzy jednak temu zaprzeczali. Reżyser wyrażał wcześniej zainteresowanie książką Celle qui n’était plus, ale ubiegł go francuski producent i reżyser Henri-Georges Clouzot. Na podstawie tej powieści Clouzot wyreżyserował w 1955 dreszczowiec psychologiczny Widmo, który okazał się sukcesem. Hitchcock wykazywał zainteresowanie projektem The Living and the Dead jeszcze w fazie pisania, a Paramount Pictures poprosiło o informacje na temat zarysu książki już w 1954, zanim została przetłumaczona na język angielski.
Reżyser, przeczytawszy szkic, polecił studiu zakupienie praw. W wyniku negocjacji, w kwietniu 1955 prawa do książki zabezpieczono na kwotę 25 tys. dolarów. Fabuła The Living and the Dead traktowała o romantycznej obsesji; pewien mężczyzna trapiony przez obraz zmarłej dziewczyny, zmusza inną kobietę do tego, by przypominała zmarłą w każdym szczególe. Okazuje się, że jedna i druga to w istocie ta sama osoba, a odkrycie tego faktu jest zgubne dla głównego bohatera. Zdaniem Petera Ackroyda Hitchcocka zawsze fascynowały obsesje, szczególnie męskie związane z kobietami, ponieważ był to dobry temat do rozwijania niebezpiecznych aspektów fantazji erotycznych i pociągu seksualnego.

### Scenariusz
14 czerwca 1956 Hitchcock, mimo sprzeciwu ze strony Colemana, nawiązał współpracę z dramaturgiem Maxwellem Andersonem, z którym pracował na wczesnym etapie Niewłaściwego człowieka. Pierwszą wersję scenariusza, zatytułowaną Darkling, I Listen, pisarz przedłożył we wrześniu (niektóre źródła podają, że Anderson ukończył około pięćdziesięciostronicowy tekst w czasie, gdy reżyser przebywał w Nairobi). Tekst Andersona uznano za zbyt frywolny i aluzyjny jak na film w zamyśle realistyczny. Dan Auiler napisał, że dialogi były „okropne”, a „plany przeładowane”. Reżyser był do tego stopnia rozczarowany scenariuszem, że nakazał Colemanowi jego spalenie. W następnej kolejności Hitchcock zwrócił się do swojego wieloletniego przyjaciela Angusa MacPhaila. Mimo początkowego entuzjazmu, autor nie był w stanie podołać tak dużemu projektowi, z uwagi na uzależnienie od alkoholu. Pod koniec września zatrudniono Aleca Coppela, który otrzymywał wynagrodzenie w wysokości 1,5 tys. dolarów tygodniowo. W trakcie pierwszego spotkania Hitchcock dał mu cztery notatki na temat najważniejszych spraw, takich jak scena początkowa i podyktował listę dwudziestu trzech sekwencji, którą miał opracowaną w głowie. Z końcem listopada Coppel ukończył scenariusz zatytułowany The Living and the Dead (będący jednym z tłumaczeń francuskiego oryginału książki), w którym wprowadził kilka istotnych motywów, takich jak koszmar senny „Scottiego”, powodujący u niego załamanie nerwowe, oraz znacząco rozbudował wątek miłosny między dwójką głównych bohaterów. Hitchcock chciał przedłożyć ukończony tekst Andersonowi, jednak autor nie był już zainteresowany dalszą kontynuacją pracy nad nim, i odwołał umówione spotkanie z reżyserem.
W grudniu reżyser wraz z Colemanem i Stewartem uważnie przestudiowali scenariusz Coppela. Uznali, że niektóre elementy są zbyt fantastyczne i nierealne. Czwartą osobą zatrudnioną do pracy nad tekstem był Samuel A. Taylor, który posiadał dużą wiedzę na temat San Francisco, miasta w którym miała rozgrywać się akcja filmu. Autor otrzymał kopię szkiców i opowiadań Coppela. Zasugerował usunięcie romantycznych mgiełek i oparów na rzecz realizmu, z czym w pełni zgadzał się Stewart. W drugim tygodniu stycznia 1957 Taylor podpisał kontrakt. Dzień później, z uwagi na chorobę, Hitchcock zmuszony był opuścić projekt na kilka dni. Pod jego nieobecność Taylor kontynuował prace nad scenariuszem, a kiedy reżyser wrócił do obowiązków, pracowali wspólnie w jego domu przy Bellagio Road. Według relacji pisarza obustronna współpraca przebiegała pomyślnie. Po obiedzie reżyser miał w zwyczaju drzemać. W tym czasie Taylor powracał do maszyny do pisania. 9 marca u Hitchcocka zdiagnozowano zapalenie pęcherzyka żółciowego, w którym ujawniły się kamienie. Dwa dni później przeszedł zabieg ich usunięcia. Przez miesiąc przebywał w szpitalu na rekonwalescencji. 9 kwietnia został wypisany, i przez kolejny miesiąc dochodził do siebie w warunkach domowych. Pod koniec kwietnia Taylor opracował pierwszy scenariusz Zawrotu głowy, lecz z uwagi na niedyspozycję reżysera i ciągłe przesunięcia terminów, scenopis był gotowy 17 września. W ocenie Patricka McGilligana dzięki opóźnieniom scenariusz nabrał głębi i ciemniejszej barwy.

### Casting

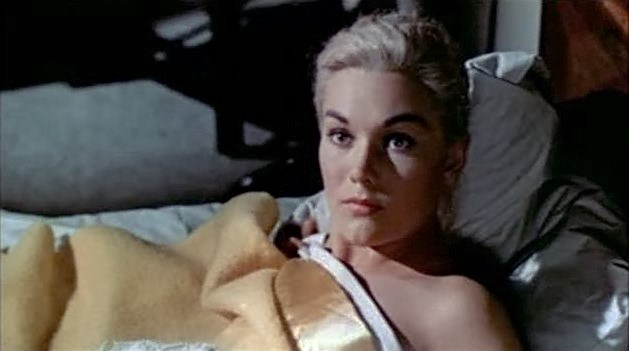
Kim Novak otrzymała angaż do filmu po opuszczeniu projektu przez Miles

Według artykułów prasowych pierwszym wyborem Hitchcocka do głównej roli kobiecej była Lana Turner. Angaż otrzymała Vera Miles, która wystąpiła w poprzednim filmie reżysera Niewłaściwy człowiek. Hitchcock miał nadzieję, że stanie się ona kolejną Grace Kelly. Gdy odpoczywał po przebytej operacji, aktorka zdecydowała się na opuszczenie projektu z uwagi na ciążę. Decyzja ta wywołała u reżysera duże rozczarowanie, co wielokrotnie wyrażał w wywiadach, sugerując, że „kosztowała mnie kilkaset tysięcy, może milion kilkaset tysięcy dolarów. Teraz nie wiem, co mam z nią począć”. Mimo iż powszechnie uważa się, że to ciąża była jedynym powodem odejścia Miles, Auiler twierdził, że zarówno Hitchcock, jak i Stewart mieli zastrzeżenia co do jej zdolności wywierania wpływu na rolę i rozważali angaż innej aktorki już w listopadzie 1956, kiedy Miles przechodziła testy makijażu i kostiumów. Wśród potencjalnych kandydatek była m.in. Jean Wallace. Angaż otrzymała Kim Novak, która pojawiła się w studiu z listą żądań i wymagań, w których stanowczo odmówiła noszenia szarych ubrań i ciemnobrązowych butów. Hitchcock zaprosił aktorkę na Bellagio Road, gdzie dyskutował z nią na temat sztuki i wina. W trakcie rozmowy przekonał ją m.in. do zmiany zdania w kwestii noszenia szarego kostiumu. W późniejszym czasie Novak pochlebnie wyrażała się na temat współpracy: „Myślę, że to jeden z nielicznych reżyserów, którzy pozostawili mi jako aktorce całkowitą wolność”.
Do głównej roli męskiej został zaangażowany James Stewart, mający na swoim koncie współpracę z Hitchcockiem przy trzech filmach: Sznur (1948), Okno na podwórze (1954) i Człowiek, który wiedział za dużo. Mimo iż aktor został wybrany na wczesnym etapie projektu, materiały prasowe podawały, że początkowo Hitchcock w roli „Scottiego” widział Cary’ego Granta, z którym także współpracował w przeszłości.
Do roli Marjorie „Midge” Wood, postaci stworzonej przez Taylora, zatrudniono Barbarę Bel Geddes. Scenarzysta napisał ją specjalnie z myślą o Geddes, będącej jego przyjaciółką. Hitchcock zaakceptował ten wybór. Anglik Tom Helmore, mający na swoim koncie drobne kreacje w dwóch filmach reżysera (Ring; 1927 i Bałkany; 1936) oraz regularnie występy w amerykańskich serialach telewizyjnych, został obsadzony w roli Gavina Elstera, choć początkowo rozważano kandydatury Josepha Cottena i Lee J. Cobba.

### Realizacja

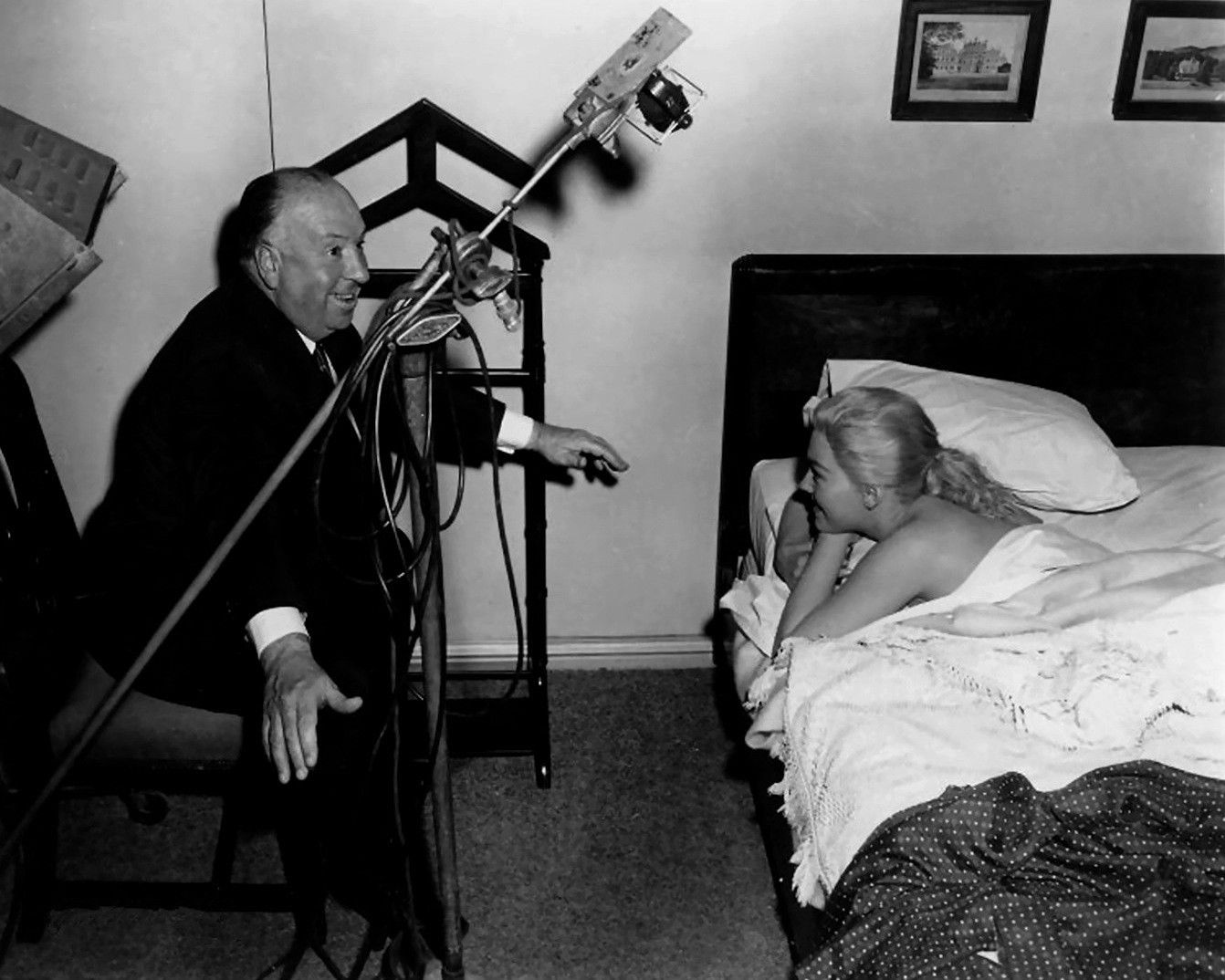
Alfred Hitchcock i Kim Novak na planie filmu Zawrót głowy

Zdjęcia do Zawrotu głowy rozpoczęto już w połowie października 1956 i trwały one do stycznia 1957, gdy zostały wstrzymane z uwagi na ciągłe prace nad scenariuszem i prośbę Stewarta o zezwolenie na wakacje przed występem w nowym filmie. Pierwsze plenerowe zdjęcia zakończono w lutym tego samego roku w San Francisco. Produkcja była ciągle w stanie wstrzymania, z powodu problemów zdrowotnych Hitchcocka, który w styczniu i marcu dwukrotnie zmuszony był udać się do szpitala, a następnie odpoczywać po przebytych zabiegach chirurgicznych. Po zatrudnieniu Novak do głównej roli kobiecej, aktorka nalegała na sześciotygodniowe wakacje, na które zezwalała jej umowa z Columbia Pictures. Kiedy wróciła, starała się o wyższą pensję ze studia. Gdy produkcja ciągle się opóźniała, druga ekipa, którą kierował asystent reżysera Daniel McCauley, filmowała tła (potrzebne do wykorzystania w scenach tylnej projekcji w studiu), tworząc ujęcia miasta i różnych scen ulicznych. McCauley powrócił do San Francisco w sierpniu, aby sfilmować tła i drugą część materiału, użytą w scenach samochodowych.
Po dwunastu miesiącach opóźnień, zdjęcia do Zawrotu głowy rozpoczęły się 30 września 1957 w San Francisco. Film realizowano w technicolorze w formacie VistaVision. Pierwszą nagraną sceną było śledzenie Madeleine przez „Scottiego” na starym cmentarzu misji Dolores, gdzie główna bohaterka odwiedza grób Valdes. Po czternastu lub szesnastu dniach filmowania, 16 października produkcję przeniesiono na dwa miesiące do studia Paramountu w Hollywood. Prace na hali zdjęciowej spowodowały prawie trzytygodniowe opóźnienia w stosunku do harmonogramu i przekroczenie budżetu o ćwierć miliona dolarów. Według źródeł każdego dnia realizowano mniej więcej dwie i pół minuty materiału. Reżyser w charakterystyczny dla siebie sposób przygotował wszystkie szczegóły. Z dużą dokładnością odwzorowano jeden z pokoi w miejscowym hotelu Empire, gdzie również popielniczki musiały być autentyczne. W studiu Paramountu zbudowano dokładną kopię kwiaciarni Podesta. Scena, w której Madeleine spogląda na portret w galerii, realizowana była  przez tydzień, ponieważ Hitchcock chciał uzyskać ujęcie w jak najlepszym świetle. Taylor przyznawał: „Hitchcock wiedział wyraźnie, co chce uzyskać w tym filmie, i każdy kto jak ja widział go cały czas na planie, dostrzegał to, jak głęboko wszystko odczuwa”. Najwięcej czasu zajęło nagranie sceny pierwszej rozmowy „Scottiego” i Madeleine po próbie samobójczej dziewczyny. Ustawienie sytuacji, gry aktorów, oświetlenia i ruchu kamery wielokrotnie poprawiano. Przedostatniego dnia zdjęciowego, 18 grudnia, zrealizowano sekwencję początkową, w której „Scottie” zwisa z dachu, trzymając się palcami jego krawędzi.
Zdaniem biografów atmosfera samego filmu, jak i pracy nad nim była napięta. W opinii Johna Russella Taylora „[atmosfera] była tak dziwna i intensywna, że każdy zdawał się być pod jej wpływem”. Stewart uważał, że Zawrót głowy był „od samego początku bardzo osobistym filmem”, natomiast Novak w wywiadzie dla francuskiego „Le Monde” wyznała: „Bardzo często mam wrażenie, że Hitch chciałby się znaleźć w skórze postaci odgrywanej przez Jamesa Stewarta”. Z kolei Samuel A. Taylor wspominał: „Wszyscy wiedzieliśmy, że było to dla Hitcha bardzo ważne przedsięwzięcie i że bardzo głęboko i osobiście przeżywał tę historię”. Stewart wielokrotnie łagodził napięte stosunki między reżyserem a Novak, wykazując się opiekuńczością i uprzejmością w stosunku do młodszej aktorki. Wiele problemów sprawiały sceny z udziałem Geddes, które wymagały kilkukrotnych dubli. Sekwencję snu „Scottiego” opracował John Ferren, który namalował portret Carlotty Valdes. Wcześniej współpracował on z Hitchcockiem przy filmie Kłopoty z Harrym (1955).

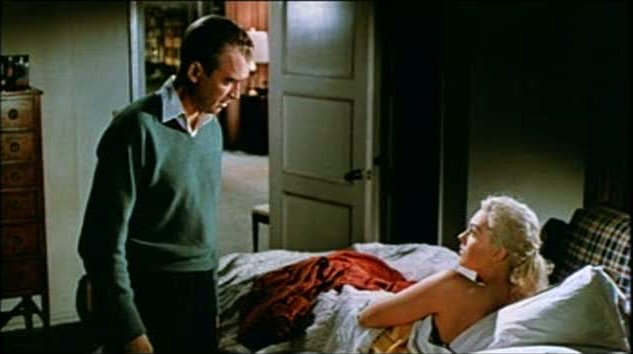
James Stewart i Kim Novak w scenie z filmu

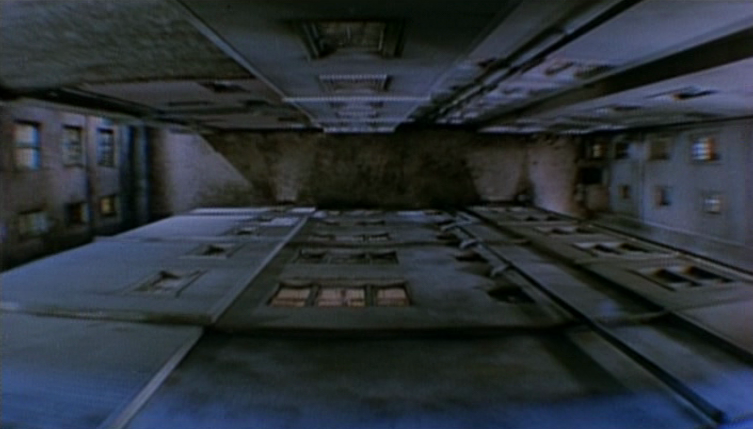
Dolly zoom z filmu (zwany później również „efektem Vertigo”). Jego użycie w scenie ze schodami na wieży kosztowało 19 tys. dolarów

Reżyser, poza dbaniem o najdrobniejsze szczegóły, wykorzystywał również wiele eksperymentów wizualnych i efektów specjalnych, jak na przykład obrót kamery o trzysta sześćdziesiąt stopni, czy odjazd, aby odtworzyć wrażenie zawrotu głowy. Kolisty ruch kamery dodatkowo eksponował użycie w filmie elementów spiralnych, które należały do ulubionych motywów reżysera. W scenach gdzie główny bohater odnajduje, a potem stara się zmienić swoją wyidealizowaną kobietę, Hitchcock kładł nacisk na zbliżenia kamery, powodując tym samym bardziej napiętą i złowieszczą atmosferę. Podobnie jak w przypadku poprzednich produkcji, tak i na planie Zawrotu głowy, reżyser nie komentował występu aktorów. W stosunku do Novak, do której odnosił się z pewnym chłodem, przyznał: „Masz bardzo wyrazistą twarz i postaraj się niczego z tego nie stracić”. W jednej z rozmów z Barbarą Bel Geddes stwierdził: „Tylko niczego nie graj”. Według Ackroyda Hitchcock, w nic nie ingerując, zmuszał aktorów do tego, by wykonywali jego wcześniejsze instrukcje.
Zdjęcia do filmu, poza San Francisco i studiem Paramountu w Hollywood, realizowano w hiszpańskiej misji w San Juan Bautista (miejsce filmowania doradziła Hitchcockowi córka Colemana, Judy Lanini), Pebble Beach nieopodal Monterey i Big Basin Redwoods State Park w hrabstwie Santa Cruz w Kalifornii. Początkowo zamierzano nagrywać w Muir Woods National Monument i Mission San Carlos Borromeo de Carmelo, lecz miejsca te okazały się problematyczne dla ekipy – lasy były zbyt gęste, aby pomieścić sprzęt filmowy.

### Montaż i postprodukcja
| „Przez cały okres postprodukcyjny Hitchcock dokonał wielu takich wyborów, dopracowując film jak nigdy przedtem, montował go na nowo, usuwał elementy, przez które historia była zbyt dosłowna, więcej miejsca dawał na muzykę Herrmanna, kończąc tym samym przekształcanie Zawrotu głowy ze zwykłej tajemniczej opowieści o morderstwie w niesamowitą emocjonalną alegorię.”— Patrick McGilligan |

Okres zdjęciowy zakończył się 19 grudnia 1957 (niektóre źródła błędnie informowały o 10 grudnia). Dwie doby po zakończeniu zdjęć, Hitchcock i Reville wraz z agentem Lew Wassermanem i jego żoną udali się na wakacyjny odpoczynek na Jamajkę. Pod nieobecność reżysera George Tomasini przystąpił do próbnego montażu. Po powrocie Hitchcocka z Jamajki, Tomasini zaprezentował w Nowym Jorku fragment surowej wersji filmu dla reżysera, Wassermana i Peggy Robertson. Oprócz kilku zgłoszonych do poprawy uwag, Hitchcock sporządzał notatki dubbingowe. Reville wyrażała zastrzeżenia do sceny, w której główna bohaterka biegnie przez plac i widać jej nogi. W ocenie żony reżysera grube nogi aktorki wyglądały „okropnie” i całe ujęcie należało wyciąć. Hitchcock początkowo był niezadowolony, lecz ostatecznie zgodził się z sugestią Reville. Zdaniem McGilligana w trakcie prac montażowych zrezygnowano z wielu pomysłów zawartych w scenopisie (m.in. pominięto podłożoną narrację w trakcie niemych sekwencji „Scottiego” jadącego samochodem za Madeleine). Reżyser zdecydował się na wycięcie sceny pisania listu przez główną bohaterkę, w którym decyduje się na wyjawienie całego sekretu. Sytuacja ta doprowadziła do konfliktu z Colemanem. Kierownik produkcji nakazał ponowne cięcia i udźwiękowienie, co w jego ocenie dało „rezultaty co najmniej niedoskonałe”. Polecił, by pięćset kopii nowej szpuli rozesłać do biur dystrybucyjnych. Ówczesny szef Paramountu, Barney Balaban wyraził zdecydowane niezadowolenie z wprowadzonych w ostatniej chwili zmian. Zadzwonił do Hitchcocka, domagając się przywrócenia wyciętej sceny. Według McGilligana ostateczna decyzja zapadła w ciągu tygodnia od 24 kwietnia 1958, kiedy to Reville wróciła ze szpitala. W jego ocenie reżyser, często radzący się żony w kryzysowych sytuacjach, po konsultacji z nią zdecydował się na zmontowanie filmu z zachowaniem sceny.
Hitchcock podjął również decyzję o rezygnacji z dodania nakręconej alternatywnej końcówki filmu, która miała być zgodna z obowiązującą ówcześnie zasadą Production Code Administration, nie pozwalającą kryminalistom na uniknięcie kary za popełnioną zbrodnię. Reżyserowi ostatecznie udało się odeprzeć większość żądań Geoffreya Shurlocka, w tym tonowanie aluzji erotycznych i dodanie alternatywnego zakończenia.

### Zdjęcia i muzyka
Autorem zdjęć jest Robert Burks, współpracujący z angielskim reżyserem od czasów realizacji psychologicznego dreszczowca noir Nieznajomi z pociągu (1951). Film wykorzystuje ekstensywne ujęcia z obszaru San Francisco Bay Area, ze stromymi wzgórzami i wysokimi, łukowatymi mostami. Praca Burksa spotkała się z uznaniem ze strony biografów. David Cooper nazwał Zawrót głowy „pięknym i sugestywnym”, natomiast Ackroyd przyznał, że film został pomyślany jako niema produkcja, gdyż oparto go na „niesłychanie sugestywnych obrazach, jednocześnie i sztucznych, i znakomitych”. Autor zaznaczył przy tym, że niektóre kadry w Zawrocie głowy, poprzez swoją bogatą kolorystykę, przywodzą na myśl płótna Bonnarda i Vuillarda.

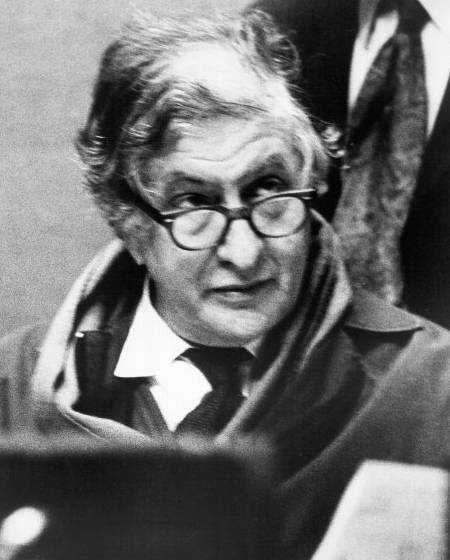
Bernard Herrmann, autor muzyki do filmu Zawrót głowy

Muzykę do filmu skomponował Bernard Herrmann, który kontrakt na udział w projekcie podpisał 6 stycznia 1958. Na samym początku otrzymał od Hitchcocka instrukcję, mówiącą, że Zawrót głowy „potrzebuje niespotykaną ilość muzyki”. Kompozytor napisał ją w ciągu trzynastu dni. 19 lutego partytury były gotowe. Za swoją pracę Herrmann otrzymał honorarium w wysokości 17,5 tys. dolarów. Pierwotnie Hitchcock chciał, aby kompozytor wykorzystał partyturę Normana O’Neilla, napisaną dla sztuki Mary Rose z 1920. Reżyser podjął tę próbę drugi raz. Wcześniej próbował tego przy okazji realizacji Rebeki (1940). Chociaż kompozytor zamierzał przeprowadzić nagranie partytury, niespodziewany strajk amerykańskich muzyków i konieczność wydania filmu w planowanym terminie spowodowały, że nagrania odbyły się w Londynie pod batutą Muir Mathiesona. Na początku marca, po nagraniu głównego motywu i jedenastu innych sekwencji, londyńska orkiestra symfoniczna poparła amerykański strajk, zmuszając Hitchcocka i Colemana do dokończenia nagrań w Wiedniu. Na miejscu pospiesznie połączono ze sobą dwie orkiestry i czekano na rozwiązanie problemów prawnych. 24 marca uzyskano zgodę na kontynuację pracy.
Zdaniem Jacka Sullivana, autora książki Hitchcock’s Music (2006), w przeciwieństwie do Osławionej (1946) i Okna na podwórze, w których dźwięk i cisza zaznaczają swoją obecność w napiętych kontrapunktach, Zawrót głowy „napędzany jest muzyką praktycznie od samego początku do końca, z wystarczającą ilością pomysłów na trzy lub cztery filmy”. Według autora „dźwięki Herrmanna stanowią niezależną siłę, niebezpieczną gorączkę otaczającą publiczność i bohaterów”. David Steritt nazwał Zawrót głowy „symfonią uczuć przyciągania i odpychania, którą Hitchcock przedstawia swoim bohaterom”. Sullivan wyróżnił „melancholijną elegancję muzyki miłosnej”, która jego zdaniem jest „jeszcze bardziej porywająca i obsesyjna”. W dalszej części autor dodał: „W Zawrocie głowy, fragmenty sygnatur Herrmanna pojawiają się, ale w kontrapunkcie ze zmysłowym liryzmem unikalnym dla muzyki filmowej”. Sullivan uważa, że „ta muzyka jest na pewno nowoczesna, ale i nieuchronnie romantyczna, najbardziej wagnerowska w filmach”. Wpływy Wagnera i jego arii Liebestod (1859) są słyszalne w scenach, gdzie „Scottie” próbuje wskrzesić swoją pamięć o zmarłej. Herrmann używał motywów przewodnich nie tylko dla postaci Madeleine, ale także lokalizacji i stanów psychologicznych. Chaotyczne dysonansy występują w scenie ukazującej głównego bohatera zmagającego się z koszmarem sennym, w którym widzi otwarty grób. W opinii Sullivana Zawrót głowy spogląda wstecz, aż do początków romantyzmu. „Jeśli wyblakłym tłem jest Wagner i jego wzniosła fantazja skazanego na porażkę romansu, wizja Zawrotu głowy zaczyna się od Symfonii fantastycznej [1830]”. Sullivan dostrzega podobieństwo pomiędzy symfonią Hectora Berlioza a filmem Hitchcocka, z uwagi na motyw nieszczęśliwej miłości, gdzie kobieta przynosi zgubę mężczyźnie. Jego zdaniem muzyka Berlioza, podobnie jak i Herrmanna, jest zmysłowa, ale oszczędna, marzenia senne przeistaczają się w koszmary, a sceny miłosne nagle przeradzają się w przerażenie. „Harmonie Herrmanna mogą być Wagnerowskie, ale ich ogólna estetyka, szczuplejsza i bardziej wstrząsająca, jest bliższa Berliozowi”.
Według Sullivana Herrmann, począwszy od Obywatela Kane’a (1941, reż. Orson Welles) poprzez Przylądek strachu (1962, reż. J. Lee Thompson) i Taksówkarza (1976, reż. Martin Scorsese), zajmował się takimi tematami jak obsesje, utrata, zdrada i nostalgia, lecz nigdy nie miał takiej swobody, by się w nich zagłębić, jak w przypadku Zawrotu głowy. Muzyka Herrmanna do filmu Hitchcocka uznawana jest za szczytowe osiągnięcie w jego twórczości filmowej.

#### Ścieżka dźwiękowa
Na prośbę Paramountu Billy Eckstine nagrał z Halem Mooneyem i jego orkiestrą utwór zatytułowany „Vertigo”, będący autorstwa Jay Livingstona i Raya Evansa (którzy wcześniej skomponowali „Que Sera, Sera”). Pierwotnie miał on być singlem promującym film, lecz zdaniem Auilera Hitchcock postanowił nie używać tej piosenki. W rozmowie z Evansem i Livingstonem reżyser miał przyznać: „Panowie, studio [filmowe] uważa, że nikt nie wie, co oznacza słowo «Vertigo», ale o to właśnie chodzi w moim filmie, a jeśli napiszecie piosenkę wyjaśniającą, co ono oznacza, to mi bardzo pomoże”. Demonstracyjną wersję utworu studio włączyło jedynie do reklamówek promujących film.
Oryginalna ścieżka dźwiękowa z muzyką do filmu została wydana w 1958 na płycie gramofonowej nakładem Mercury Records (nr kat. MG 20384). Zawierała 35 minut muzyki, zarejestrowanej jedynie przez orkiestrę w Londynie. W 1996, przy okazji renowacji filmu, ścieżka dźwiękowa ukazała się w formacie CD nakładem Varèse Sarabande (nr kat. VSD 5759) w rozszerzonym, trwającym 64 minuty wydaniu. Rok wcześniej Varèse sfinansowało proces nagrania nowej wersji ścieżki dźwiękowej pod kierownictwem Joela McNeely’ego (nr kat. VSD 5600), która miała być bliższa pierwotnym intencjom Herrmanna.
| Vertigo (Original Motion Picture Score) | Vertigo (Original Motion Picture Score) | Vertigo (Original Motion Picture Score) | Vertigo (Original Motion Picture Score) |
| Nr                                      | Tytuł utworu                            | Autor                                   | Długość                                 |
| --------------------------------------- | --------------------------------------- | --------------------------------------- | --------------------------------------- |
| 1.                                      | „Prelude and Rooftop”                   | Bernard Herrmann                        | 4:39                                    |
| 2.                                      | „Scotty Trails Madeline”                | Bernard Herrmann                        | 6:15                                    |
| 3.                                      | „Carlotta’s Portrait”                   | Bernard Herrmann                        | 1:56                                    |
| 4.                                      | „The Bay”                               | Bernard Herrmann                        | 2:56                                    |
| 5.                                      | „By the Fireside”                       | Bernard Herrmann                        | 2:53                                    |
| 6.                                      | „The Streets”                           | Bernard Herrmann                        | 2:23                                    |
| 7.                                      | „The Forest”                            | Bernard Herrmann                        | 3:45                                    |
| 8.                                      | „The Beach”                             | Bernard Herrmann                        | 3:27                                    |
| 9.                                      | „The Dream”                             | Bernard Herrmann                        | 2:43                                    |
| 10.                                     | „Farewell and the Tower”                | Bernard Herrmann                        | 6:54                                    |
| 11.                                     | „The Nightmare and Dawn”                | Bernard Herrmann                        | 3:30                                    |
| 12.                                     | „The Past and the Girl”                 | Bernard Herrmann                        | 3:11                                    |
| 13.                                     | „The Letter”                            | Bernard Herrmann                        | 4:13                                    |
| 14.                                     | „Goodnight and the Park”                | Bernard Herrmann                        | 3:03                                    |
| 15.                                     | „Scene D’Amour”                         | Bernard Herrmann                        | 5:04                                    |
| 16.                                     | „The Necklace, the Return and Finale”   | Bernard Herrmann                        | 7:20                                    |
|                                         |                                         |                                         | 1:04:12                                 |

## Promocja
W ramach kampanii promocyjnej w rozgłośniach radiowych emitowano 20-minutowe spoty, w których zapowiadano, że Zawrót głowy nie będzie zbytnio odbiegał od wcześniejszych produkcji reżysera dla Paramountu. Wzmacniano w nich przekonanie, że film będzie utrzymany w duchu ostatnich produkcji Hitchcocka – Okna na podwórze (1954), Złodzieja w hotelu (1955) i Człowieka, który wiedział za dużo (1956). Część artykułów prasowych sugerowała, że Zawrót głowy będzie bardziej poetyckim, a mniej mainstreamowym filmem. W krótkich zapowiedziach reklamowych, zamieszczanych w gazetach, prezentowane były rysunki przedstawiające charakterystyczne wirujące linie, zaadaptowane z czołówki autorstwa Saula Bassa. Pomysłodawcą takiej formy promocji, na którą niechętnie zgodziło się Paramount, był Hitchcock. Kilka dni po premierze, studio skrytykowało ten pomysł, a biuro marketingowe pośpiesznie opracowało nowe grafiki, na których informowano, że jest to „kolejny wielki dreszczowiec”, utrzymany w tradycji ostatnich triumfów Hitchcocka. Wykorzystywano w nich także kilka grafik, przedstawiających m.in. most Golden Gate, Novak leżącą w łóżku i Stewarta siedzącego u jej boku czy kobiece ciało spadające z wieży. W porównaniu z wcześniejszymi reklamami autorstwa Hitchcocka, rozmiar i umiejscowienie napisu dla reklamy dawało większą widoczność gwiazdom filmu. Spowodowało to, że jeszcze w trakcie promocji, część gazet, w tym „The New York Times”, pisało o Zawrocie głowy jako o „arcydziele Hitchcocka”.

## Odbiór

### Premiera kinowa i recenzje
| „Zrobiłem ten film, aby zaprezentować przenikniętą marzeniem ludzką naturę.”— Alfred Hitchcock |

Premiera Zawrotu głowy miała miejsce 9 maja 1958 w Stage Door Theater w San Francisco. Mimo że Hitchcock liczył na sukces podobny do tego, jaki Clouzot osiągnął z Widmem przed trzema laty, film w momencie wydania okazał się rozczarowaniem. Część krytyków uznała, że jest to kolejny dreszczowiec reżysera, kontynuujący wątki już wcześniej zarysowane. Z kolei publiczność była na ogół znudzona, uznając Zawrót głowy za nazbyt dziwny, niezrozumiały i długi. Winą za niepowodzenie filmu reżyser obarczał 50-letniego Stewarta, który według niego miał być za stary i nie pasować do romansu z 25-letnią Novak, co w konsekwencji przyczyniło się do porażki komercyjnej. W rezultacie Stewart, należący do ulubionych aktorów Hitchcocka, więcej nie zagrał u angielskiego reżysera, który miał również zastrzeżenia do Novak, uważając, że nie pasowała ona do całej historii, ani nie była taką Madeleine, jaką sobie wyobrażał.

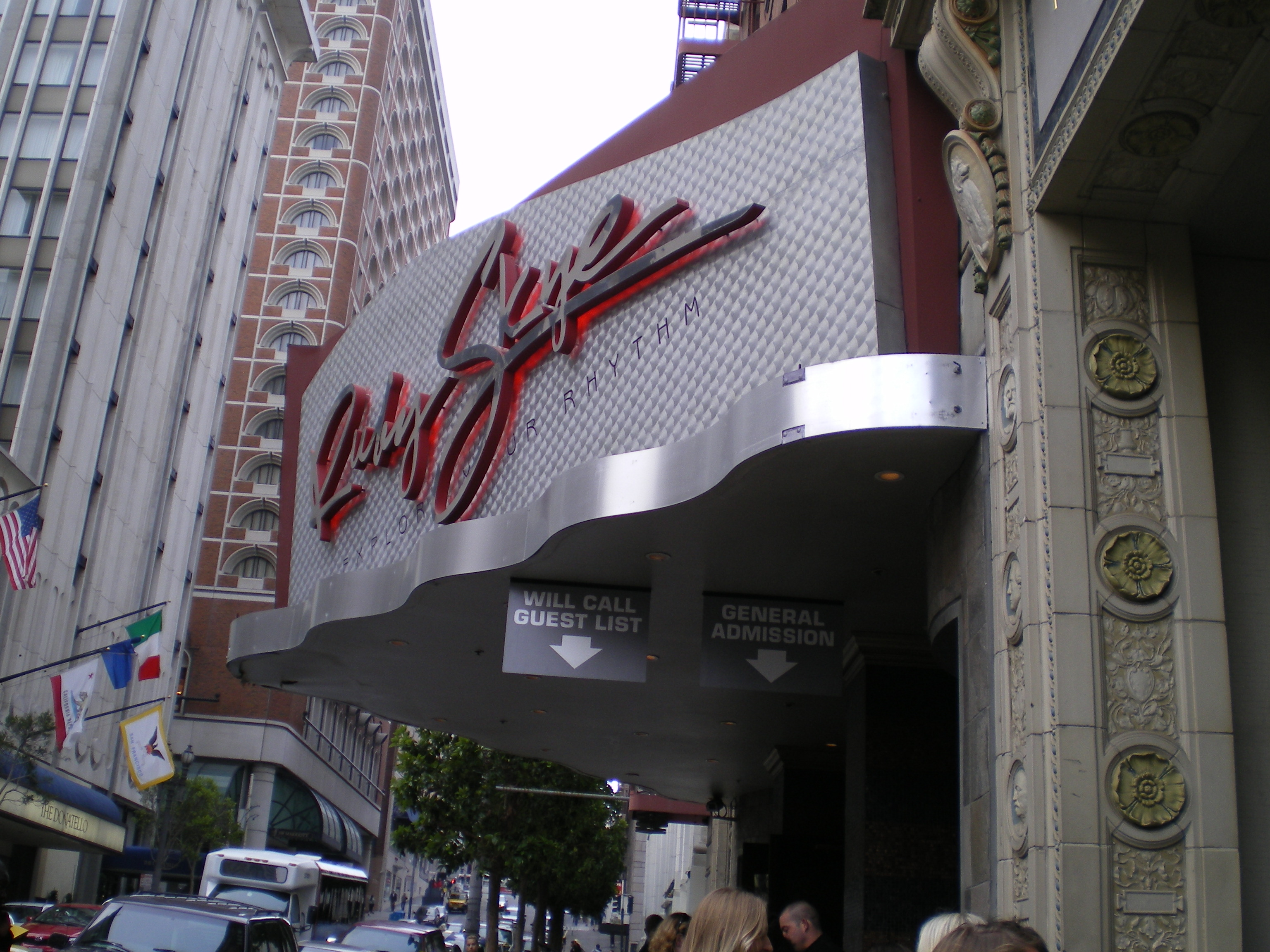
Stage Door Theater (do 2017, do momentu zamknięcia, klub Ruby Skye), miejsce premiery filmu w maju 1958

Film otrzymał w większości mieszane recenzje, w których opisywano go jako „kolejny film w wielkiej tradycji Hitchcockowskiej z suspensem, ale bez horroru”. Zdaniem Roberta E. Kapsisa, autora książki Hitchcock: The Making of a Reputation (1992), krytycy bardziej prestiżowych czasopism i magazynów zdecydowanie wyżej cenili twórczość Clouzota niż Hitchcocka, czego dowodem były entuzjastyczne recenzje dwóch filmów francuskiego reżysera: Ceny strachu (1953) i Widma. Jego zdaniem nieprzychylne oceny sprawiły, że Zawrót głowy okazał się jeszcze gorszy w porównaniu z niedawnymi hollywoodzkimi produkcjami reżysera, a decydujący wpływ na niepowodzenie miała nieudana kampania promocyjna, podczas której nie udało się przekonać widzów do tego, że Zawrót głowy to zupełnie inny rodzaj filmu, niż można się było spodziewać. Decyzja Hitchcocka o ujawnieniu rozwiązania zagadki w połowie filmu była irytująca nie tylko dla części krytyków, lecz także dla widzów. Magazyn „Cue” podkreślił, że „Hitch przełamał rytm swoich melodramatów, by odbyć poboczne wycieczki do malowniczych, pięknych i romantycznych dróżek, starannie wyeksponowanych w wystawnej oprawie”. „Los Angeles Herald Examiner” wyraził pochlebną opinię, w której chwalił „podekscytowanie, akcję, romans, urok i szaloną, niecodzienną historię miłosną”. Z drugiej strony „Los Angeles Times” komplementował scenerię, ale uznał film za zbyt długi i będący jedynie „labiryntem szczegółów”. Auiler uważał, że w podobnym tonie była utrzymana większość recenzji ówczesnych krytyków. Tygodnik „Newsweek” przyznał, że Hitchcock „przesadził ze swoją przebiegłością, przekroczył granice wiarygodności, a w zawrotach intrygi doszedł do punktu, z którego nie ma powrotu”. Bosley Crowther na łamach „The New York Timesa” napisał, że „sekret filmu jest sprytny, mimo że jest diabelnie nierealistyczny”. John McCarten z „The New Yorkera” przyznał, że Hitchcock „nigdy wcześniej nie poddawał się tak daleko idącym nonsensom”. „Time” szyderczo napisał: „Stary mistrz, obecnie niewolnik telewizji, okazał się kolejną historią z cyklu «Hitchcock i bzdura», w której tajemnicą jest nie tyle, kto to zrobił, ale kogo to obchodzi. Tygodnik „Variety” stwierdził, że film pokazał „mistrzostwo” Hitchcocka, ale był za długi i zbyt wolny jak na „zwykłą historię o psychologicznym morderstwie”. Richard L. Coe z „The Washington Post”  określił Zawrót głowy mianem „pięknego dziwadła”, zaznaczając, że „Hitchcock ma jeszcze więcej zabawy niż zwykle, dzięki takim trikom jak różny kąt widzenia i uderzające użycie kolorów”.
Podczas gdy recenzenci głównego nurtu mogli nie zgadzać się z oceną Zawrotu głowy, podzielali pogląd, że praca Hitchcocka zaliczała się do dziedziny popularnej rozrywki, a nie sztuki. Z drugiej strony, kilka branżowych recenzji – prekursorów późniejszych autorskich analiz filmu – wskazywało na Zawrót głowy jako „triumf artystyczny i rozrywkowy” („The Film Daily”), który dowodzi „absolutnego geniuszu Hitchcocka”, ponieważ był on w stanie zainspirować każdego ze swoich współpracowników do „wzniesienia się ponad swoje zwykłe kompetencje” („The Hollywood Reporter”). Recenzenci wyrażali przekonanie, że Hitchcock udowodnił, iż gatunek dreszczowca może być wehikułem dla największych form z emocjonalnego dramatu.

### Reakcje po latach

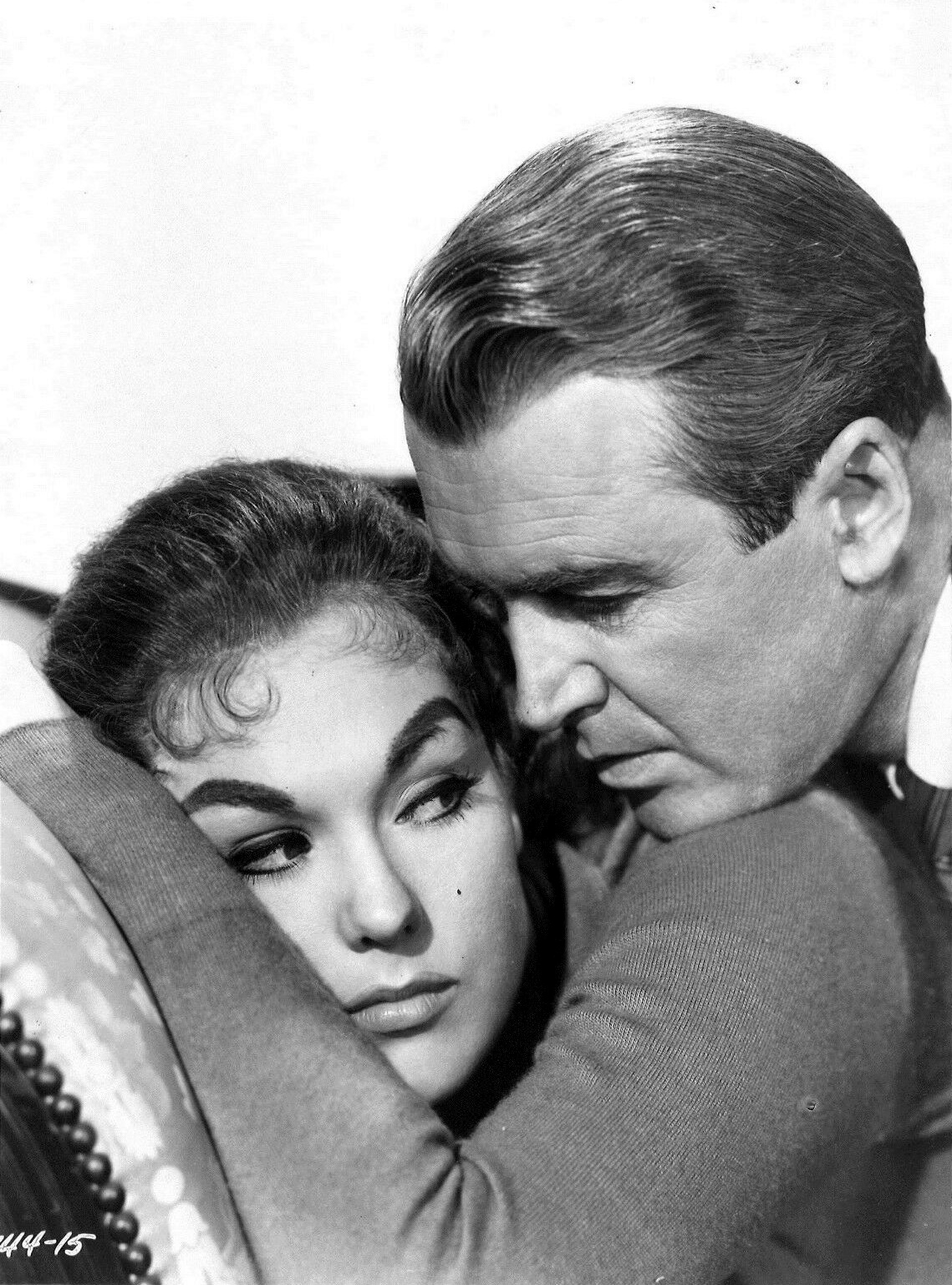
Kim Novak i James Stewart na fotosie promocyjnym. Ich kreacje były krytykowane przez Hitchcocka

W latach 50. krytycy i reżyserzy wpływowego francuskiego magazynu filmowego „Cahiers du cinéma” zaczęli postrzegać Hitchcocka jako poważnego artystę, a nie tylko populistycznego showmana. Auiler zauważył, że prawdziwa rewaluacja Zawrotu głowy rozpoczęła się w 1968 od publikacji krytyka filmowego Robina Wooda w książce Hitchcock’s Films (1965). Autor napisał tam o Zawrocie głowy jako o „Hitchcockowskim arcydziele i najlepszym jego filmie, a także jednym z czterech czy pięciu najgłębszych i najpiękniejszych filmów w historii kina”. Hitchcock w rozmowie z François Truffautem z 1962, odnosząc się do rozczarowującego przyjęcia, przyznał: „Kiedy jakiś nasz film źle idzie, oskarżamy o to dystrybutora. Zatem, zgodnie ze zwyczajem, zwalamy wszystko na dystrybucję: «nie umieli sprzedać»”. Gdy jeden z dziennikarzy zapytał go o uznanie, jakie Zawrót głowy uzyskał pośród europejskich krytyków, odpowiedział: „Cóż, chyba zrozumieli wiele z jego zawiłości”.
Filmowi dodał tajemnicy fakt, że był on jedną z pięciu produkcji należących do reżysera, które zdjęto z ekranów w 1973. Ponownie zaczął być wyświetlany w kinach w październiku 1983. Przyczyną takiego stanu rzeczy było rozgoryczenie Hitchcocka, który wyrażał niezadowolenie z przyjęcia Zawrotu głowy. Odzyskawszy prawa autorskie od Paramountu, postanowił nie pokazywać go więcej za swojego życia. Cztery lata po śmierci reżysera, film wydano na kasetach VHS. Wydanie to zostało przychylnie przyjęte przez krytyków i odniosło sukces komercyjny. Podobnie było w październiku 1996, gdy do dystrybucji trafiła odrestaurowana wersja filmu.
Współcześni biografowie i krytycy uważają Zawrót głowy za arcydzieło oraz zaliczają go do grona najwybitniejszych i najgłębszych filmów Hitchcocka. Część z nich doszukiwała się w nim wątków osobistych. Według Ackroyda wybór powieści From Among the Dead nie był przypadkowy. Jako przykład przywołał scenę, gdzie „Scottie” ubiera Judy w te same stroje co Madeleine i dokładnie tak samo układa jej fryzurę. Zdaniem autora idealnie odwzorowuje to stosunek samego Hitchcocka do jego ulubionych aktorek. W opinii pisarza „obsesyjna pogoń fikcyjnego bohatera za ideałem kobiety czy też kobietą wyidealizowaną nieodparcie przywodzi na myśl własną karierę kinową Hitchcocka”. Jack Sullivan uważał, że dla Hitchcocka Zawrót głowy był wyjątkowo osobistym filmem, ostateczną manifestacją trwającej całe życie obsesji na punkcie postaci z prześladującą przeszłością, walczących o pokonanie poczucia winy (Morderstwo; 1930, Rebeka; 1940, Urzeczona; 1945 i Osławiona; 1946). Autor porównał film do noweli Edgara Allana Poego Ligeja z 1838, dostrzegając szereg podobieństw między Fergusonem a anonimowym narratorem. Zdaniem Rogera Eberta Zawrót głowy jest „jednym z dwóch lub trzech najlepszych filmów, jakie Hitchcock kiedykolwiek zrobił”, dodając, że to „najbardziej konfesyjny film, mający bezpośredni związek z tematami, które kontrolowały jego sztukę”. W dalszej części podkreślił, że Zawrót głowy w sposób jednoznaczny prezentuje wykorzystywanie, strach i próbę kontroli kobiet przez reżysera. „Alfred Hitchcock przyjmował uniwersalne emocje, takie jak strach, poczucie winy, pożądanie i umieszczał je w zwykłych postaciach, rozwijając w obrazach bardziej niż poprzez słowa”. Kenneth Turan pisał na łamach „Los Angeles Timesa”, że ponownie oglądany Zawrót głowy jest „głęboko osobisty, jak żaden inny film pokazywany na Sundance. Śmiało, wspaniale nakręcone kino, natchnione dotknięciem geniuszu i szaleństwa”.

### Wynik finansowy
W momencie wejścia na ekrany, Zawrót głowy, zdaniem Auilera nie był ani sukcesem, ani porażką komercyjną. Hitchcock przyznał, że „zwrócił koszty”. W Stanach Zjednoczonych, przy budżecie wynoszącym niespełna 2,5 miliona dolarów (2 miliony 479 tys.), zakończył rok na 21. miejscu z przychodem rzędu 3,2 miliona dolarów, znacznie mniej niż poprzednie produkcje Hitchcocka. Całkowite zyski z przychodów brutto filmu szacowane są, według danych z 1997, na 7,3 miliona dolarów (7 milionów 311 tys.).

### Nagrody i nominacje

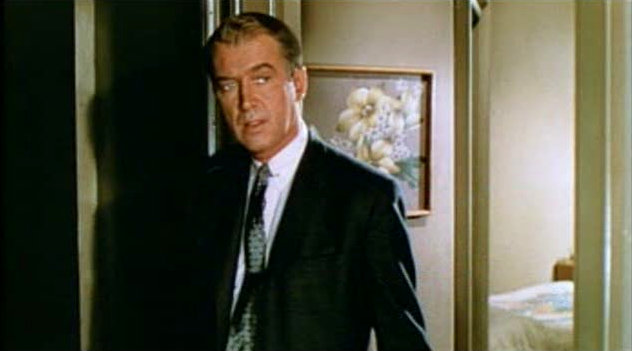
James Stewart został uhonorowany nagrodą Zuluety na Międzynarodowym Festiwalu Filmowym w San Sebastián

Podczas 5. edycji Międzynarodowego Festiwalu Filmowego w San Sebastián, która odbyła się w lipcu 1958, Hitchcocka nagrodzono Srebrną Muszlą za najlepszą reżyserię. Doceniono także Stewarta jako najlepszego aktora, któremu przyznano nagrodę Zuluety. 6 kwietnia 1959, w trakcie 31. ceremonii wręczenia nagród Akademii Filmowej w Pantages Theatre, Zawrót głowy ubiegał się o statuetki w dwóch kategoriach – za najlepszy dźwięk i najlepszą scenografię. W 1959 Hitchcock został wyróżniony przez Amerykańską Gildię Reżyserów Filmowych nominacją  w kategorii za najlepsze osiągnięcie reżyserskie w filmie fabularnym.
| Rok  | Nagroda                                | Kategoria                                             | Odbiorcy i nominowani                                 | Wynik     | Źródło  |
| ---- | -------------------------------------- | ----------------------------------------------------- | ----------------------------------------------------- | --------- | ------- |
| 1958 | Srebrna Muszla (MFF w San Sebastián)   | Najlepszy reżyser                                     | Alfred Hitchcock                                      | Wygrana   | [ 138 ] |
| 1958 | Nagroda Zuluety (MFF w San Sebastián)  | Najlepszy aktor                                       | James Stewart                                         | Wygrana   | [ 138 ] |
| 1959 | Nagroda Akademii Filmowej              | Najlepszy dźwięk                                      | George Dutton                                         | Nominacja | [ 138 ] |
| 1959 | Nagroda Akademii Filmowej              | Najlepsza scenografia                                 | Henry Bumstead Hal Pereira Sam Comer Frank R. McKelvy | Nominacja | [ 138 ] |
| 1959 | Amerykańska Gildia Reżyserów Filmowych | Najlepsze osiągnięcie reżyserskie w filmie fabularnym | Alfred Hitchcock                                      | Nominacja | [ 138 ] |

## Dziedzictwo

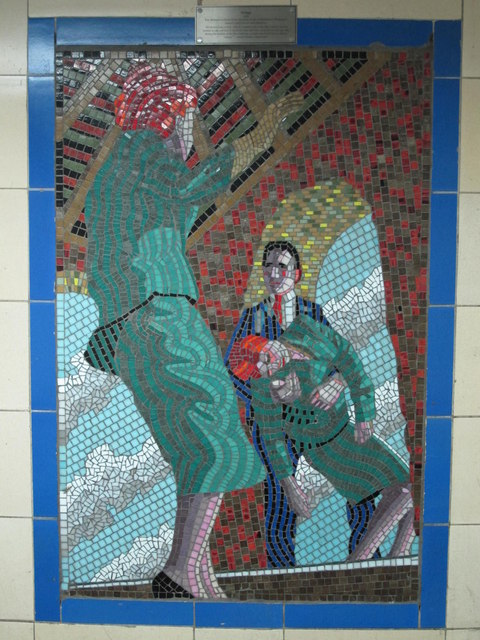
Mozaika ukazująca scenę z filmu, mieszcząca się na stacji metra w Leytonstone (Londyn, 2014)

W latach 60. XX wieku Robin Wood napisał, że „ze względu na jego złożoność i subtelność, głębię emocjonalną, poruszającą siłę i centralne umiejscowienie problemów Zawrót głowy, podobnie jak każdy inny film tego reżysera, można uznać za godną szacunku formę sztuki”. W swojej książce Hitchcock’s Films (1965) dodał: „Temat Zawrotu głowy Hitchcocka (w odróżnieniu od Boileau i Narcejaca) nie jest kwestią zwykłych trików tajemniczego dreszczowca: znajdziemy podobieństwo do, z jednej strony, Opowieści księżycowych [1953] Mizoguchiego, Lamii Keatsa z drugiej. Powoływanie się na te ogólne znane dzieła nie jest próbą podniesienia wartości Zawrotu głowy – nie ma potrzeby stosowania takich sztuczek. Zawrót głowy nie potrzebuje nieuczciwej apologii, nie musi się obawiać porównania z innymi dziełami”. Sam reżyser, pomimo niezadowolenia z kreacji Novak i Stewarta, uważał Zawrót głowy za jeden ze swoich najlepszych filmów. Dan Auiler napisał w 1998 książkę o powstaniu filmu.
Od połowy lat 80. XX wieku opinie o Zawrocie głowy zaczęły się poprawiać. Film został uwzględniony na kilku listach arcydzieł wszech czasów. Wydawany przez Brytyjski Instytut Filmowy branżowy magazyn „Sight & Sound” opublikował w 1982 swoje trzecie zestawienie „10 najlepszych filmów wszech czasów”, gdzie film Hitchcocka został po raz pierwszy odnotowany na 7. pozycji. W 1992 awansował na 4. lokatę. Dziesięć lat później Zawrót głowy został sklasyfikowany na 2. pozycji, z poparciem m.in. reżyserów Gillian Armstrong i Sama Mendesa. W 2012 zajął miejsce 1., spychając tym samym z pozycji lidera Obywatela Kane’a (1941) Wellesa, który notowany był na najwyższej lokacie nieprzerwanie od 1962. W 1989 film został uznany za „kulturalnie, historycznie lub estetycznie znaczący” i przeznaczony do konserwacji przez Bibliotekę Kongresu w National Film Registry. American Film Institute kilkukrotnie doceniał film Hitchcocka. W 1998 sklasyfikował go na 61. miejscu w opublikowanym przez siebie rankingu „stu najlepszych amerykańskich filmów”, natomiast w 2007 na 9. lokacie. Rok później AFI uznał Zawrót głowy za „najlepszy kryminał” oraz wymienił go w gronie „100 najbardziej trzymających w napięciu amerykańskich filmów” (18. miejsce). W 2005 ścieżka dźwiękowa autorstwa Herrmanna została uznana za 12. „najlepszą w historii amerykańskiej kinematografii”. Muzyka do filmu zyskała również uznanie wśród biografów Hitchcocka i krytyków. Donald Spoto przyznał, że był to „najlepiej zrealizowany emocjonalny krajobraz duetu Herrmann–Hitchcock”. Joseph Horowitz stwierdził na łamach „The New York Timesa”, że partytura Zawrotu głowy była większym osiągnięciem  niż wielu kompozytorów próbujących napisać Wielką Amerykańską Symfonię. W 2005 film zajął 2. miejsce (za Chłopcami z ferajny; 1990, reż. Martin Scorsese) w rankingu „100 najlepszych filmów wszech czasów”, przygotowanym przez „Total Film”.
Wpływ Zawrotu głowy widoczny jest także w wielu amerykańskich, jak i europejskich produkcjach, zrealizowanych w latach 60. i 70.: surrealistycznym melodramacie Zeszłego roku w Marienbadzie (1961, reż. Alain Resnais), melodramacie Syrena z Missisipi (1969, reż. François Truffaut), giallo Una sull’altra (1969, reż. Lucio Fulci) czy dreszczowcu Obsesja (1979, reż. Brian De Palma), zawierającym partyturę Herrmanna. Film Hitchcocka został sparodiowany w komedii Lęk wysokości (1977, reż. Mel Brooks) oraz posłużył za adaptację dla bollywoodzkiej produkcji Woh Kaun Thi? (1964, reż. Raj Khosla).

## Rekonstrukcja

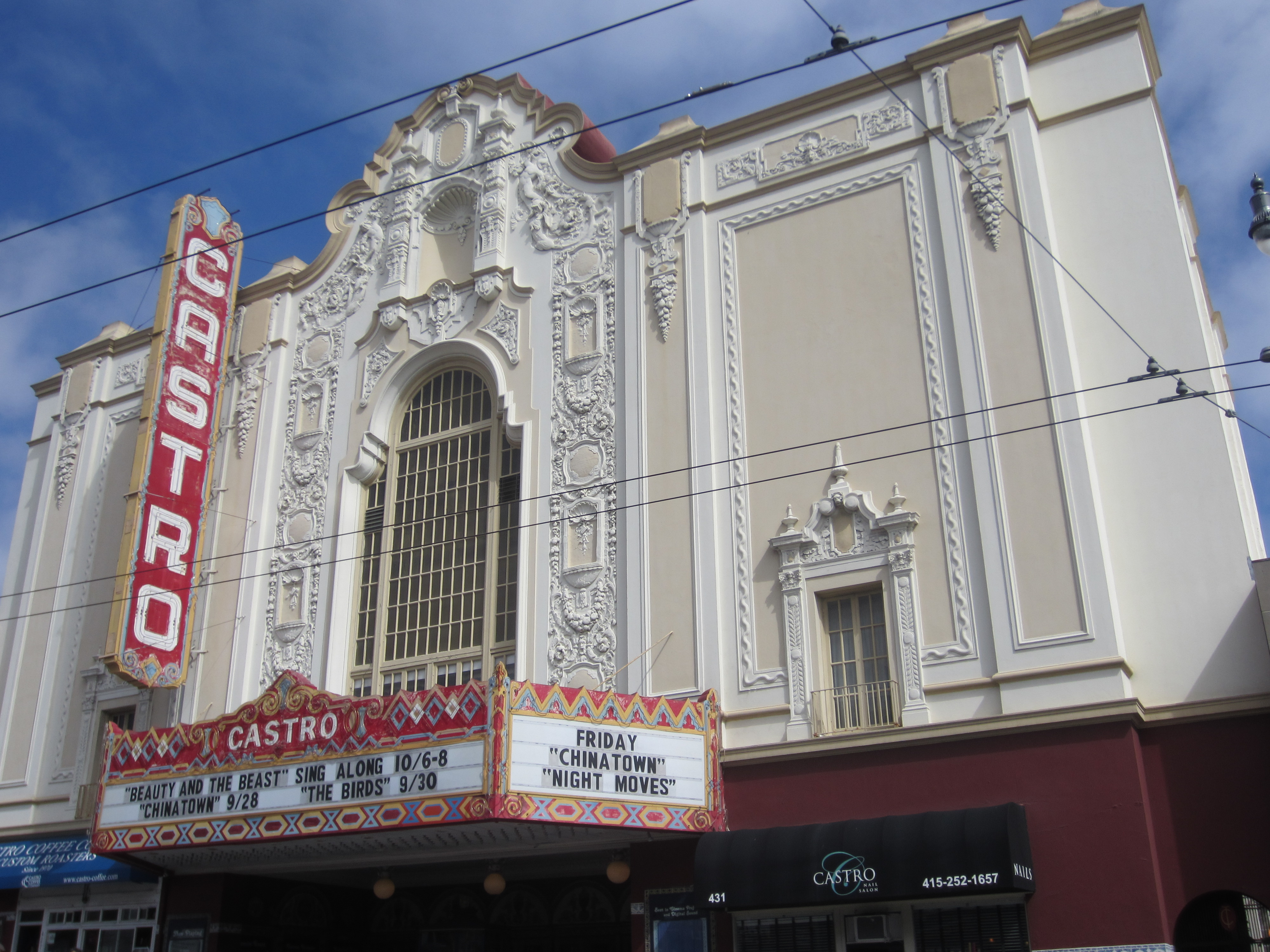
Castro Theatre, miejsce premiery odrestaurowanej wersji filmu w 1996

W 1993 Zawrót głowy został poddany dość żmudnej i kontrowersyjnej rekonstrukcji, dokonanej przez historyków filmowych Roberta A. Harrisa i Jamesa C. Katza, po której film ponownie trafił do kin w październiku 1996. Budżet przeznaczony na prace wyniósł milion dolarów. Odrestaurowana wersja zawierała odnowioną ścieżkę wideo na taśmie 70 mm (formacie o podobnym rozmiarze, w jakim film został zrealizowany w 1958)  oraz zupełnie nową wersję audio, stworzoną przy pomocy nowoczesnych sposobów miksowania dźwięku w technologii DTS. Jedno ujęcie w filmie trwa średnio 6,7 sekundy. Najbardziej kontrowersyjna okazała się decyzja o ponownym nagraniu większości efektów dźwiękowych. Choć autorzy, Harris i Katz, utrzymywali, że chcieli pozostać najbliżej wersji oryginalnej jak to tylko możliwe (obydwaj mieli dostęp do oryginalnych nagrań muzycznych przetrzymywanych w archiwach Paramountu), dokonano wielu zmian. Za pomocą Foleya ponownie nagrali ścieżki dialogowe, muzykę i odgłosy (kroki lub szeleszczące ubrania) oraz dodali dodatkowe efekty, aby zakamuflować defekty w starej ścieżce dźwiękowej. Zdaniem Harrisa wiele elementów nie było właściwie zabezpieczonych i przechowywanych w odpowiednich, chłodnych temperaturach, przez co uległy uszkodzeniu, jak na przykład negatywy z 1958, których kolory stały się wyblakłe. Oryginalne nagrania zostały poddane redukcji szumów i po raz pierwszy zaprezentowano je w stereo. Dialogi usunięto cyfrowo z wersji z 1958, by poddać je powtórnemu remiksowi, natomiast wszystkie efekty dźwiękowe nagrano ponownie. Wszelkie prace związane z zarejestrowaniem nowej ścieżki dźwiękowej oparto na oryginalnych notatkach sporządzanych przez Hitchcocka. Soundtrack zremiksowano w teatrze imienia Alfreda Hitchcocka w Universal Studios Hollywood.
Kiedy film po raz pierwszy wprowadzono do kin w 1958, a także ponownie przez Universal w 1983, pokazywany był w formacie 35 mm, co oznacza, że obraz zmniejszono, aby mógł zmieścić się na projektorach. Chcąc uniknąć utraty szczegółów poprzez skurczenie obrazu, Harris i Katz przenieśli go na taśmę 70 mm, zachowując tym samym pełny rozmiar VistaVision. Dzięki temu niektórzy miłośnicy filmu twierdzili, że zaczęli dostrzegać szczegóły, których wcześniej nie było widać. Premiera odrestaurowanej wersji Zawrotu głowy odbyła się w Castro Theatre w San Francisco z udziałem Kim Novak, odtwórczyni podwójnej roli kobiecej z 1958. W 1996 film otrzymał nagrodę Stowarzyszenia Nowojorskich Krytyków Filmowych za najlepszą reedycję.